# Les Costes (Mollet de Peralada)
Les Costes, el Barri de les Costes o les Costes de Peralada és una entitat de població del municipi de Mollet de Peralada, a l'Alt Empordà situat a 5 quilòmetres al sud del nucli urbà, formant una illa del terme municipal separat del del nucli. Està a escassos 2 quilòmetres de Peralada i en el camí que d'aquest últim poble porta a Delfià. Compta amb la interessant església de Sant Joan Degollaci, tot i que actualment està mig enrunada i sense culte. Curiosament el Barri de les costes pertany a la parròquia de Peralada.
Fins al 1846 havia estat un ens local independent. Llavors va ser incorporat al municipi de Mollet de Peralada per la política de reducció del número de municipis de poca població.